# Dalton Den Haag
Dalton Den Haag is een school voor voortgezet onderwijs gevestigd te Den Haag. De school is onderdeel van de stichting VO Haaglanden.

## Geschiedenis
Dalton Den Haag werd in 1925 opgericht als de Dalton HBS door de gemeente 's-Gravenhage, een voortzetting van de Vijfde Gemeentelijke Hogere Burgerschool. Vanaf het eerste begin werkte deze middelbare school volgens de beginselen van het daltononderwijs, ontwikkeld door Helen Parkhurst. De eerste huisvesting was te vinden aan de Laan en later de Mient, maar vanaf 1933 is het gebouw Aronskelkweg 1 in de wijk Bohemen het hoofdgebouw van de Dalton. Dit gebouw is naar een ontwerp van de architecten Co Brandes en D.C. van der Zwart tussen 1929 en 1933 speciaal voor de Dalton gebouwd. Het gebouw wordt gekenmerkt door de opvallend ruime gangen en lokalen, maar ook de vele werknissen, benodigd voor de toepassing van het daltonsysteem, zijn kenmerkend.
In 1955 werd de hbs een lyceum. Toen de Mammoetwet (1968) in het onderwijs werd ingevoerd, werden de Dalton HBS voor meisjes en de Han Stijkel ULO bij het Dalton Lyceum gevoegd. De naam van de school veranderde in Dalton SG (scholengemeenschap) en in 1996 in Dalton Den Haag. Tijdelijk werd het gebouw Han Stijkel aan de Laan van Meerdervoort betrokken, maar sinds 2003 concentreren alle lessen zich weer aan de Aronskelkweg.
Ten noorden van de school ligt het Daltonplantsoen.

## Huisvesting
Het gebouw van Dalton Den Haag aan de Aronskelkweg in Den Haag is een typisch voorbeeld van de Nieuwe Haagse School, waarvan Co Brandes een van de voorlopers was. De smalle stalen kozijnen, de ruime indeling binnen, het gebruik van bakstenen en betonnen randen zijn allemaal kenmerken van deze stijl die sterk is beïnvloed door de architect Frank Lloyd Wright.
In de centrale hal van de school staat een mozaïek van Antoon Molkenboer (1872-1960), met de Zon als thema en met het motto:
Heil de zon, bron van leven en geluk, die de ouderdom verwarmt, die de liefde ontsteekt, die den arbeid bevrucht, die de jeugd doet groeien.
Het mozaïek was bedoeld als onderdeel van de Nederlandse inzending voor de Wereldtentoonstelling van 1939 in New York. Door de oorlogsdreiging is het mozaïek nooit in New York aangekomen, maar op 18 september 1940 in het schoolgebouw geplaatst.

## Diversen
Bekende (oud-)leerlingen:
- Benthe Boonstra
- Claire Bender
- Wim de Bie
- Michael Boogerd
- Rob Fruithof
- Gerard 't Hooft
- Tom van Kalmthout
- Bessel van der Kolk
- Kees van Kooten
- Bas Muijs
- Astrid Oosenbrug
- Sander van de Pavert
- Dennis Storm
- Bart Veldkamp
- Bas van Wageningen
- Dennis Weening
- Sarina Wiegman